# Santa Leocádia de Briteiros
Santa Leocádia de Briteiros ist ein Ort und eine ehemalige Gemeinde (Freguesia) im Norden Portugals.
Santa Leocádia de Briteiros gehört zum Kreis Guimarães im Distrikt Braga. Die Gemeinde hatte eine Fläche von 5,1 km² und 817 Einwohner (Stand 30. Juni 2011). Die Gemeinde ist nur gering urbanisiert.
Am 29. September 2013 wurden die Gemeinden Briteiros (Santa Leocádia) und Briteiros (Salvador) zur neuen Gemeinde União das Freguesias de Briteiros São Salvador e Briteiros Santa Leocádia zusammengeschlossen.